# Кухня Занзібару
Ку́хня Занзіба́ру відображає кілька різнорідних впливів, як наслідок багатокультурної та багатоетнічної природи Занзібару та спадщини суахілі. Це суміш різноманітних кулінарних традицій, включаючи банту, арабську, португальську, індійську, британську та навіть китайську кухню.

## Рання історія

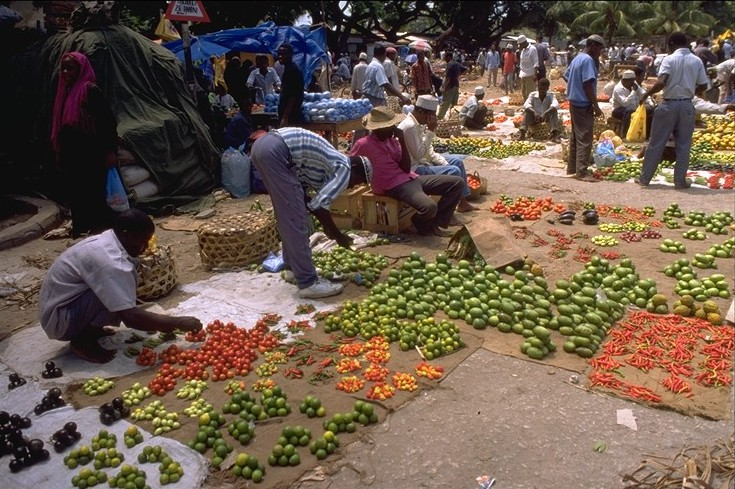
Овочевий та продовольчий ринок, Кам'яне місто

Першими мешканцями Занзібару були банту, що прийшли з материка Танганьїка. Вони переважно займалися рибальством, тому їх раціон складався переважно з морепродуктів, таких як тунець, скумбрія, омари, кальмари, восьминоги та устриці. Інші інгредієнти та рецепти, принесені банту, які можна знайти в сучасній занзібарській кухні (деякі з яких набули широкого поширення під час європейського колоніалізму), — це квасоля, солодка картопля, чипси маніоки, ямс і плантан.
У IX столітті оманці, єменці та перси почали колонізацію узбережжя Суахілі, включаючи Занзібарський архіпелаг. Вони привезли нові страви та інгредієнти, зокрема спеції, кокос, манго, цитрусові та рис. Один із найпоширеніших рецептів Занзібару, плов (рис, кокоси, горіхи та спеції), чітко відображає його арабське походження.

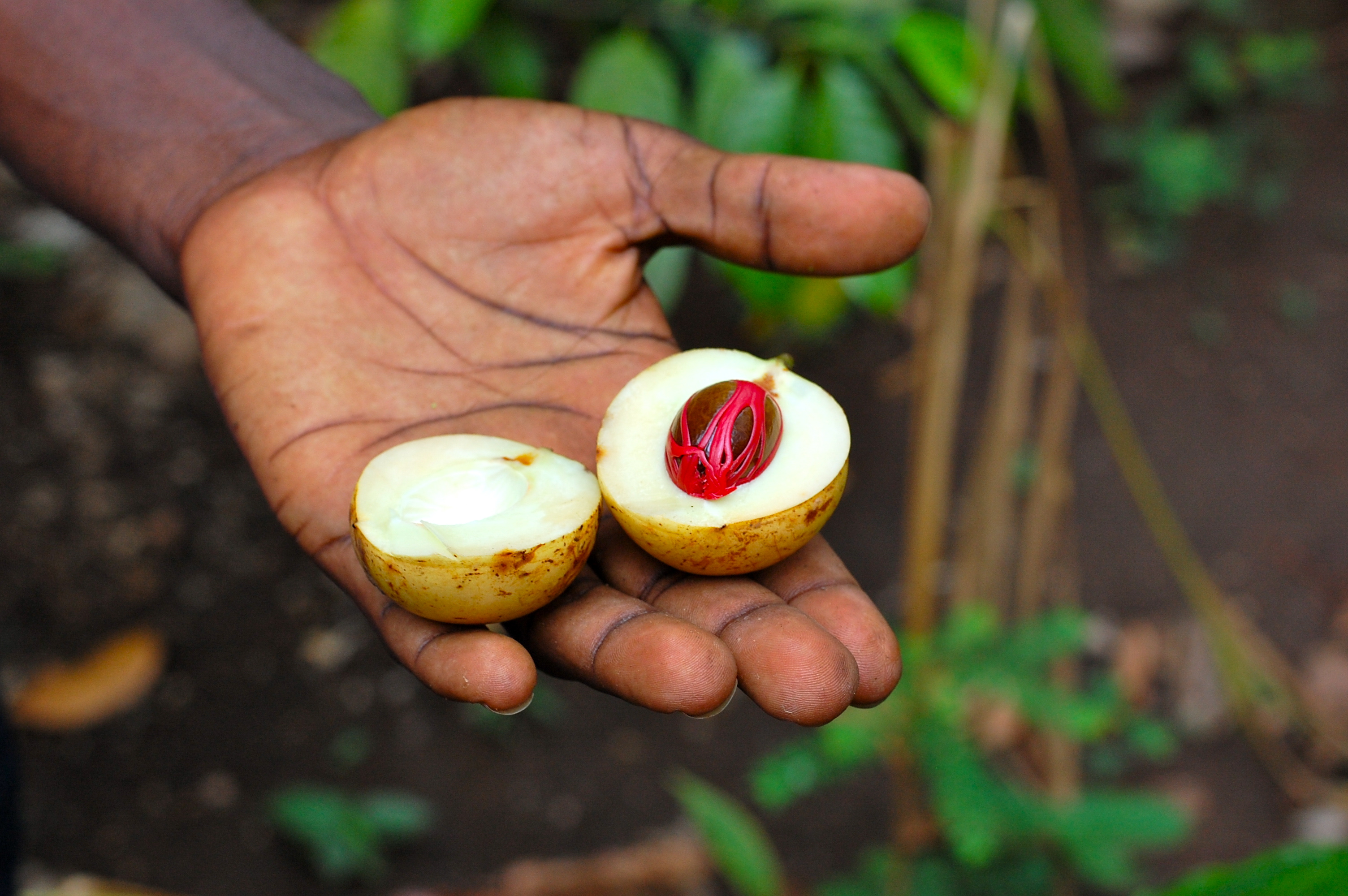
Свіжий мускатний горіх на Занзібарі (Танзанія)

Між XV і XVI століттями португальці швидко завоювали більшу частину узбережжя, включаючи Занзібар. Основним португальським впливом на кухню Занзібару було впровадження страв, які стали основними продуктами харчування на Занзібарі, а саме маніоки, кукурудзи та ананаса.
У 1651 році португальці втратили контроль над Занзібаром на користь Оманського султанату. Оманці привезли нові прянощі та посилили комерційні відносини між Занзібаром та Індією; як наслідок, індійські рецепти, такі як чатні, масала, бір'яні, карі, рибні котлети та самоса, потрапили на Занзібар. Більшість рецептів іноземного походження було адаптовано до інгредієнтів, які були доступні на острові, таким чином народившись значною мірою оригінальною кухнею «ф'южн».
Приблизно на початку XX століття більша частина регіону Африканські Великі озера була колонізована німцями та англійцями. Вони не змішувалися з місцевим населенням так сильно, як араби, перси та індійці, і їхній вплив на кухню Занзібару менш очевидний; однак деякі дуже поширені занзібарські рецепти, як-от стейк з перцем, можна узагальнено визначити як такі, що мають європейське походження.

## Після здобуття незалежності
Після здобуття незалежності Танзанія встановила міцні відносини з Китаєм; до Занзібару приїхали китайські лікарі, інженери та військові консультанти. Хоча лише невелика частина сучасного населення Занзібарі має китайське походження, деякі рецепти та інгредієнти, такі як соєвий соус, стали звичайними на острові.